# الأزاريطة
الأزاريطة هي منطقة سكنية تابعة لشياخة المسلة بحي وسط بمدينة الإسكندرية في مصر، ويعتبر من أقدم مناطق الإسكندرية لأسباب عدة أهمها موقعه الجغرافي المتميز والذي يقع في منتتصف المدينة، ويظهر الفن الروماني بالبناء الروماني واليوناني القديم والذي ينتشر في جميع انحاء الإسكندرية وبالأخص في وسط الإسكندرية والتي تمثلها بشكل كبير منطقة الأزاريطة.
كانت الازاريطة الحي الملكي «البركيون» أثناء عصر البطالمة الذي ضم المكتبة القديمة والمجمع العلمي «الموسيون» اللذين استمرا يبثان العلم لجميع أنحاء العالم حتى عام 272، إلى أن أحرق الإمبراطور أوريليان الحي بأكمله بما فيه من معابد ومقابر ملكية، وشهد قصة أنطوني وكليوباترا وانتحار كليوباترا بعد هزيمتها في معركة أكتيوم البحرية.

## التاريخ
يرجع تاريخ إنشاء منطقة الأزاريطة إلي فترة حكم «محمد علي باشا» حاكم مصر الذي أراد النهوض بمدينة الإسكندرية فأنشأ بها مجلس صحي، إلا أنه وبعد انتشار مرض الكوليرا فكر في إدخال نظام الحجر الصحي المعمول به في أوروبا فجمع قناصل الدول وشكل منهم لجنة وأصدر بعدها قرار إنشاء أول محجر صحي يقع بجانب الميناء الشرقي الذي يرسو به سفن الجاليات الأوروبية والأجنبية. وقد أطلق عليه اسم «لازاريت» (Lazarette) نسبة ً إلى أول محجر صحي تم بناؤه في ايطاليا في جزيرة «سانت ماريا دو نازاريت»، حيث كان يفد إليها القادمون من الشرق فأقاموا هذه المحجر كنوع من الرعاية الصحية. ولفظ لازاريت (Lazarette) ذات أصل لاتيني معناها (Ladre) أي الأبرص أو المجزوم، حيث كانت الدول الرومانية تبالغ في الحجر على المجذومين فكانوا يضعوهم في الحجر طوال حياتهم، ومن ذلك اللفظ اشتقت كلمة الأزاريطة.

## أهم المعالم
- حدائق الشلالات.[5]
- كلية الطب (جامعة الإسكندرية).
- أرض المعارض "كوتة".
- المركز الثقافي الروسي.
- المركز الثقافي الألماني.
- المركز الثقافي الفرنسي بالإسكندرية.
- شارع السلطان حسين.
- شارع شمبليون.
- ميدان الخرطوم.[6]

## معرض الصور

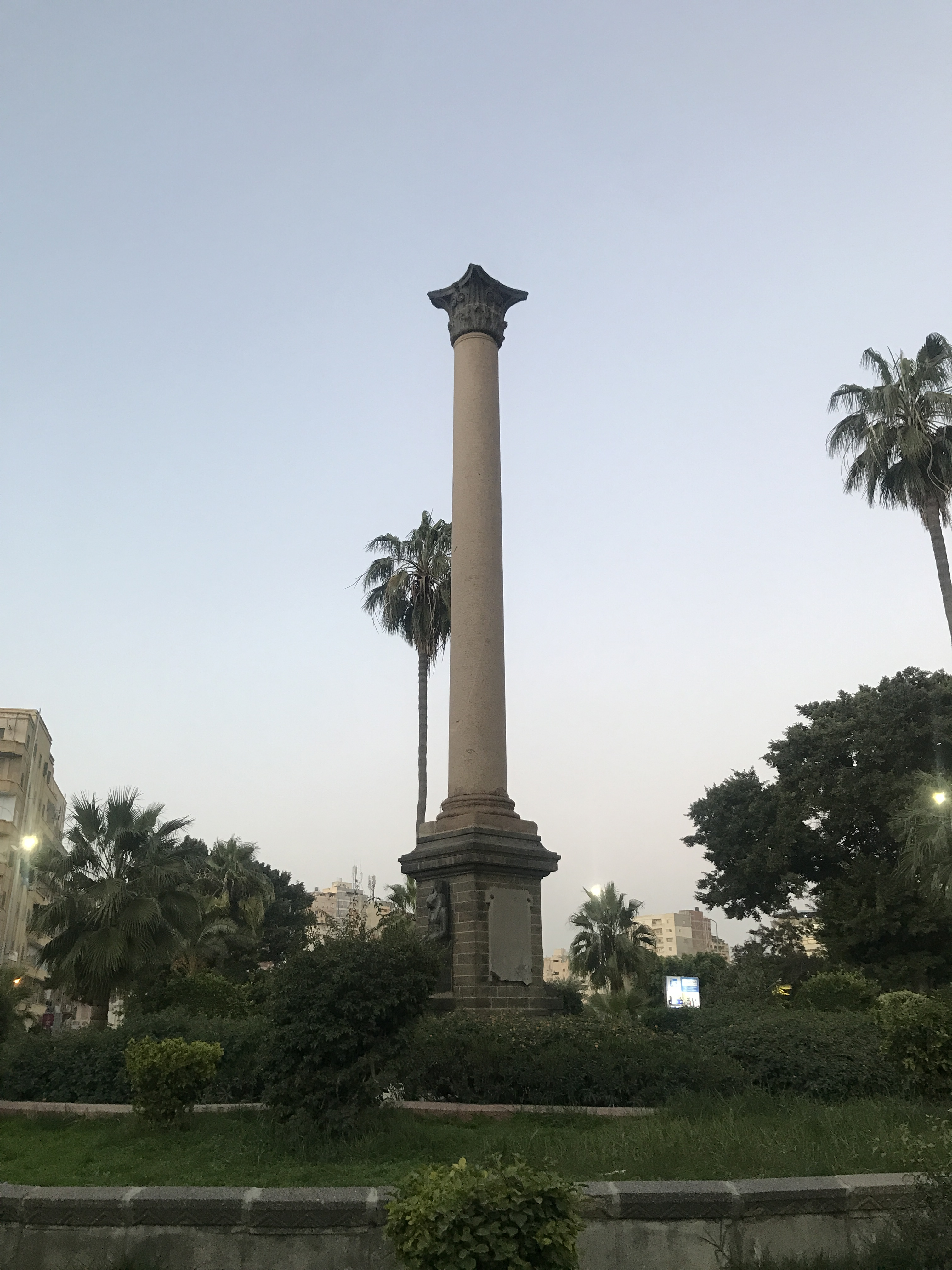
ميدان الخرطوم
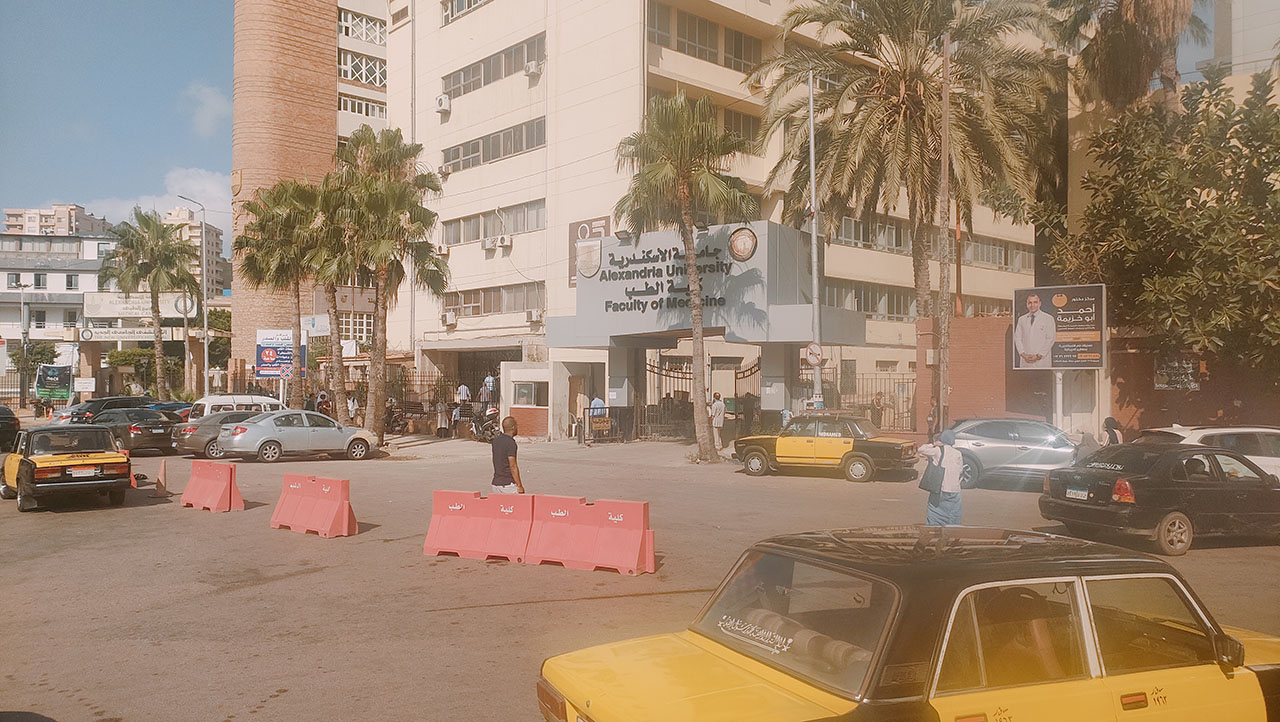
كلية الطب
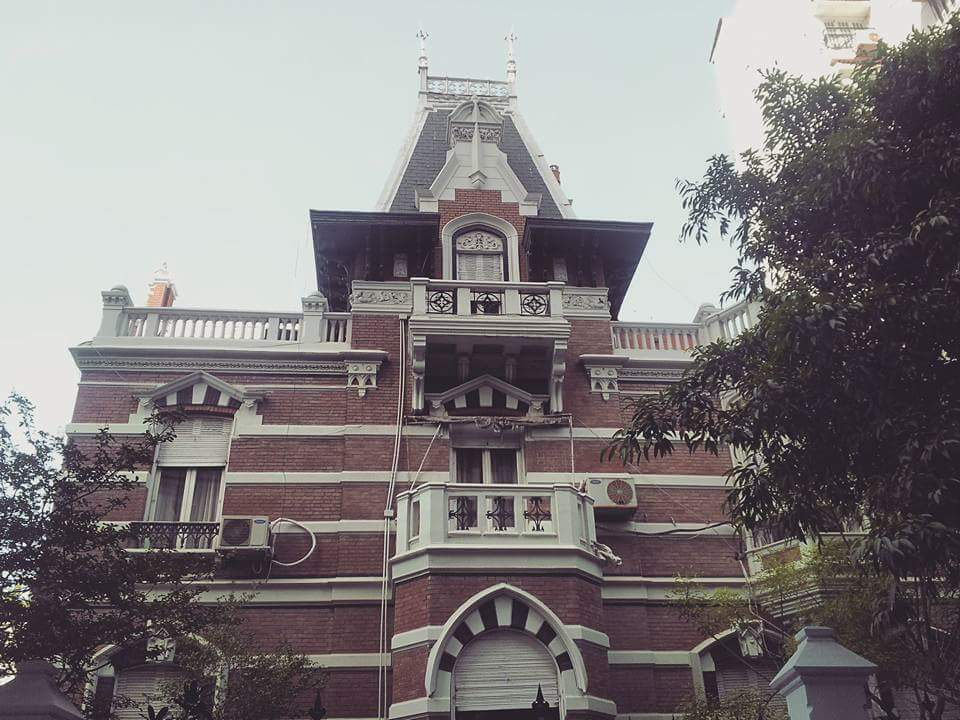
فيلا جورا (أبو الفضل)